# Arbeitskreis Engagierter Katholiken in der CDU
Der Arbeitskreis Engagierter Katholiken in der CDU (vormals Arbeitskreis Engagierter Katholiken in CDU und CSU) war eine Initiative innerhalb der Unionsparteien, die nicht als Sonderorganisation der CDU oder der CSU anerkannt war. Initiator des AEK war der Publizist Martin Lohmann, seinerzeit Vorsitzender des Bundesverbands Lebensrecht. Seit Lohmanns Austritt aus der CDU im Jahre 2013 ist der Arbeitskreis nicht mehr aktiv.

## Geschichte
Zu den Unterzeichnern des Gründungsaufrufes vom 15. November 2009 gehörten neben Lohmann der CSU-Bundestagsabgeordnete Norbert Geis, der ehemalige bayerische Wissenschaftsminister Thomas Goppel (CSU), der CSU-Europaabgeordnete Bernd Posselt, der Trierer Theologieprofessor Wolfgang Ockenfels, der Abtprimas des Benediktinerordens Notker Wolf sowie die Bundesvorsitzende der Christdemokraten für das Leben, Mechthild Löhr.
Erst unmittelbar bevor Lohmann mit dem Arbeitskreis an die Öffentlichkeit ging, hatte er das Projekt persönlich CDU-Generalsekretär Hermann Gröhe vorgestellt.
Im Februar 2010 wurde bekannt, dass sich der AEK schon wenige Monate nach der Gründung gespalten hatte: Thomas Goppel lud mit Unterstützung von CSU-Generalsekretär Alexander Dobrindt und CSU-Chef Horst Seehofer zur Gründung der „ChristSozialen Katholiken (CSK) in der CSU“ ein. Während der Sprecher des Evangelischen Arbeitskreises in der CSU, Ingo Friedrich, eine Zusammenarbeit begrüßte, hielt der für die Beziehungen zur katholischen Kirche zuständige CSU-Landtagsabgeordnete Joachim Unterländer die Initiative „nicht für erforderlich“ und schloss eine Mitarbeit aus.

## Positionen
Analog zum Evangelischen Arbeitskreis (EAK) wollte der AEK als „bundesweites politisches Forum für katholische Christen“ dienen. Anliegen sei es, „katholische Wähler zurückzugewinnen, die sowohl der CDU als auch der CSU zunehmend den Rücken kehren – durch Wahlenthaltung oder Abwanderung zu anderen Parteien“. In dem Gründungsaufruf hieß es u. a.: „Es ist uns nicht gleichgültig, dass die Unionsparteien in den vergangenen Jahren mehr als drei Millionen Wähler verloren haben. Uns lässt es nicht unberührt, dass die Unionsparteien in den vergangenen Jahren auch eine große Zahl überzeugter Mitglieder verloren haben.“
Während der CDU-Profildebatte Anfang 2010 forderte der AEK im Deutschlandfunk und weiteren Medien eine deutlichere Positionierung der Union in der Abtreibungsdebatte und in der Ehe- und Familienpolitik. In der Auseinandersetzung um ein mögliches Ministeramt für die Muslimin Aygül Özkan distanzierte sich die Migrationsbeauftragte Maria Böhmer in einem Interview von der Haltung des Arbeitskreises, dass Frau Özkans angestrebtes Kruzifixverbot im Klassenzimmer dieses Amt für sie unmöglich machte.
Weiter kritisierte der Arbeitskreis Christian Wulff vor der Wahl zum Bundespräsidenten 2010 scharf: „Mit seinen Forderungen zur Aufhebung des Zölibats für katholische Priester hat der Präsidentschaftskandidat Christian Wulff einen eklatanten Irrtum offenbart“. Es sei nicht seine Aufgabe als künftiger Bundespräsident, sich in innere Angelegenheiten der katholischen Kirche einzumischen, was „der Katholik Wulff“ ebenso wie die „Unauflöslichkeit der sakramental geschlossenen Ehe“ eigentlich wissen müsse.
Die Ankündigung der Linkspartei, dass etwa die Hälfte der Fraktionsmitglieder die Papstrede im Bundestag während der Deutschlandreise Papst Benedikts XVI. fernbleiben wolle, kommentierte Lohmann als Vorsitzender des AEK folgendermaßen: „Es ist schon erstaunlich, wie viel Intoleranzpotenzial in manchem Toleranzapostel schlummert. (...) Wer bei der Rede des Papstes im Bundestag wegbleibt, also vor Benedikt XVI. flieht, verrät letztlich eine unglaubliche Angst vor Wahrheit und Klarheit“.

## Rezeption
Die CDU-Bundesvorsitzende Angela Merkel hatte Mitte Juni 2009 die Gründung eines „Katholischen Arbeitskreises“ abgelehnt. Die Existenz eines Evangelischen Arbeitskreises der Union erkläre sich aus der Geschichte der Partei, die zu Anfängen stark katholisch dominiert war.
Kardinal Joachim Meisner begrüßte die Gründung des Arbeitskreises und erhoffte sich davon eine „deutlichere Profilierung der christlichen Werte in den C-Parteien“. Innerhalb der katholischen Kirche wurde die Gründung jedoch mehrheitlich zurückhaltend bewertet. Der damalige Vorsitzende der Deutschen Bischofskonferenz, Erzbischof Robert Zollitsch, sagte im Jahre 2010, er wolle sich nicht „in Strukturfragen der CDU einmischen“, die Aktivitäten dieses Arbeitskreises sollten „aber den breiten Dialog der Kirche mit der Partei nicht beeinträchtigen“.
Der Politikwissenschaftler Gerd Langguth sah in der Gründung des Forums aus „unzufriedenen Fundamentalkatholiken innerhalb der CDU“ einen Beleg dafür, „dass selbst die konfessionelle Frage innerhalb der CDU und auch der CSU eine wichtige Rolle spielt“.